# 초음파 용접

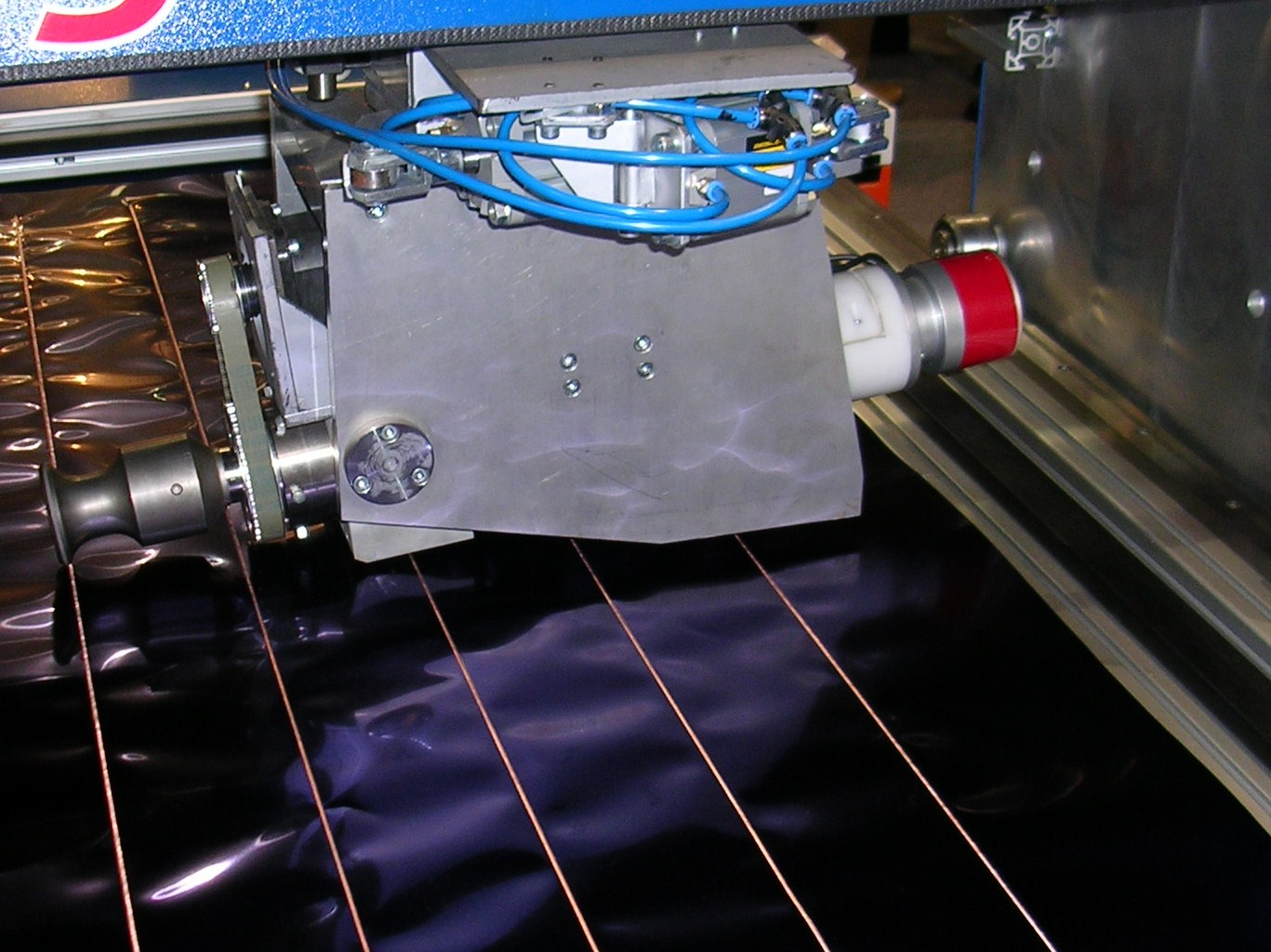

초음파 용접(ultrasonic welding)은 고주파 초음파 음향 진동이 압력 하에서 함께 고정되어 고체 용접을 생성하는 작업물에 국부적으로 적용되는 산업 공정이다. 일반적으로 플라스틱과 금속, 특히 이종 재료를 접합하는 데 사용된다. 초음파 용접에는 재료를 서로 묶는 데 필요한 연결 볼트, 못, 납땜 재료 또는 접착제가 없다. 금속을 결합하는 데 사용하면 온도가 관련 재료의 녹는점보다 훨씬 낮게 유지되어 금속의 고온 노출로 인해 발생할 수 있는 원치 않는 특성을 방지한다.

## 역사
경질 플라스틱에 대한 초음파 용접의 실제 적용은 1960년대에 완료되었다. 이 시점에서는 단단한 플라스틱만 용접할 수 있다. 견고한 열가소성 부품을 용접하기 위한 초음파 방법에 대한 특허는 1965년 로버트 솔로프(Robert Soloff)와 시모어 린슬리(Seymour Linsley)에게 부여되었다. 소닉스 앤드 머티리얼스(Sonics & Materials Inc.)의 창립자인 솔로프는 초음파 프로브를 사용하여 얇은 플라스틱 필름을 백과 튜브에 용접하는 브랜슨 인스트루먼츠(Branson Instruments)의 실험실 관리자였다. 그는 의도치 않게 프로브를 플라스틱 테이프 디스펜서 가까이로 옮겼고 디스펜서의 절반이 서로 용접되는 것을 관찰했다. 그는 프로브를 부품 주위로 수동으로 이동할 필요가 없으며 초음파 에너지가 단단한 플라스틱을 통과하여 전체 조인트를 용접할 수 있다는 것을 깨달았다. 그는 계속해서 최초의 초음파 프레스를 개발했다. 이 신기술의 첫 번째 적용은 장난감 산업이었다.
완전히 플라스틱으로 만들어진 최초의 자동차는 1969년에 초음파 용접을 사용하여 조립되었다. 자동차 산업에서는 1980년대부터 정기적으로 플라스틱을 사용해 왔으며 현재는 다양한 응용 분야에 사용되고 있다.